# Maheder Haileselassie

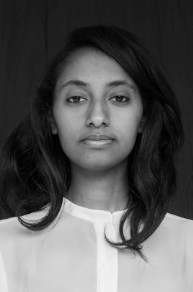
Maheder Tadese (Selbstfotografie)

Maheder Haileselassie Tadese (* 1990 in Addis Abeba) ist eine äthiopische Künstlerin und Fotografin. Sie gewann 2023 den Contemporary African Photography Prize und wurde als Klimapionierin als eine der 100 Women der BBC im Jahr 2024 ausgewählt.

## Leben
Haileselassie wurde 1990 in Addis Abeba geboren und ist dort auch aufgewachsen. Sie studierte Bauingenieurwesen. In ihrem letzten Studienjahr entwickelte sie ihr Interesse für Fotografie, als sie mit ihrem Handy von Blackberry Aufnahmen von Freunden machte. Im nächsten Jahr wechselte sie zu einem iPhone und ab 2013 galt ihr Hauptinteresse der Fotografie.
Sie gründete das Center for Photography in Ethiopia (CPE), um junge äthiopische Fotografen zu ermutigen. Sie kritisierte die Arbeit des Fotografen Mahesh Shantaram, der versuchte die Auswirkung des Kolonialismus zu dokumentieren. Ihre Kritik lag darin, dass er Motive und Posen wählte, damit sie dem Zuschauer gefallen. Ihrer Meinung nach war es ein kolonialer Blick, bei dem die Frauen für das westliche Publikum zwingend nackt sein müssen.

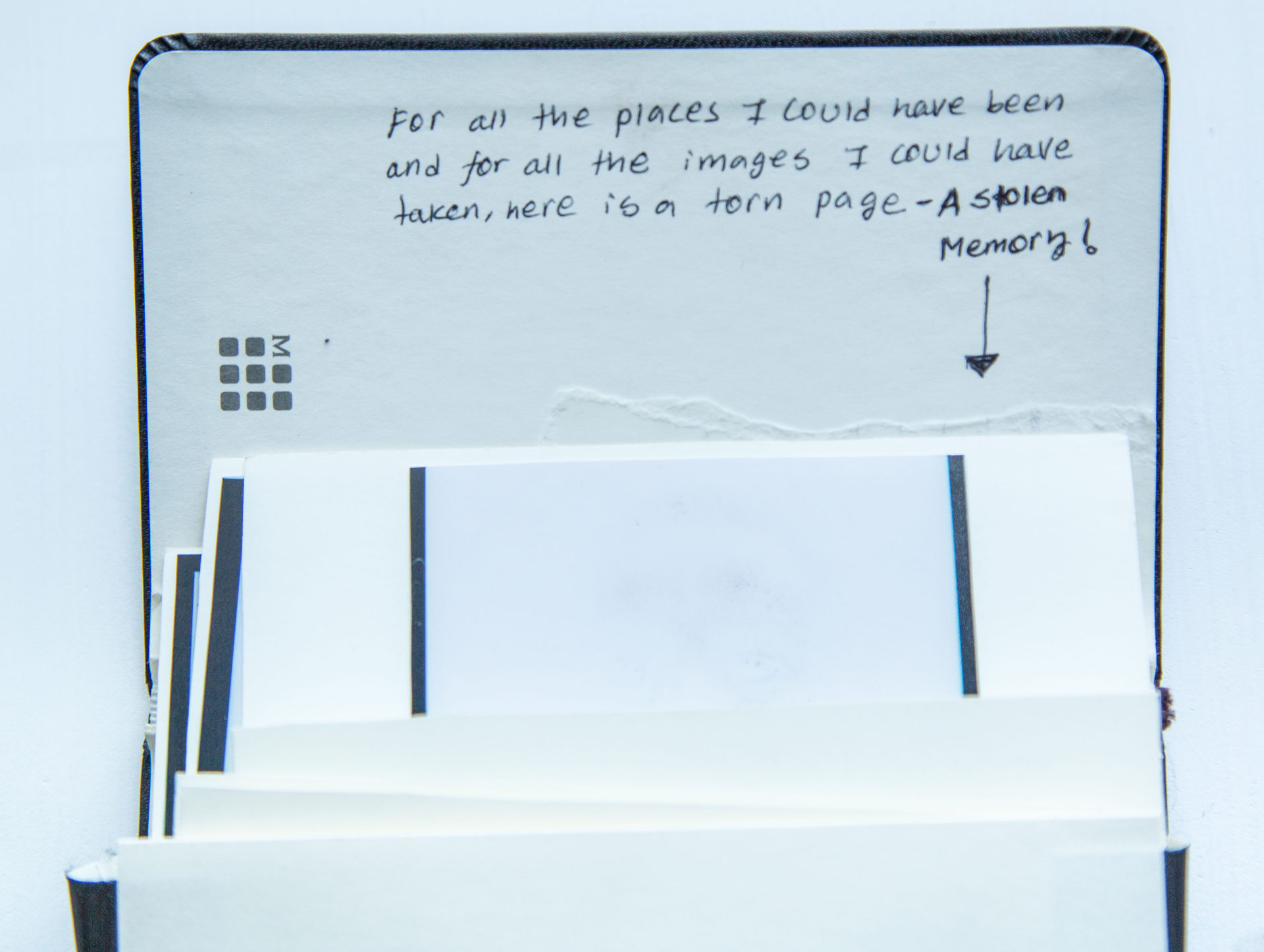
Fotografie ihres Notizbuchs von Maheder Haileselassie

Haileselassie gewann 2023 den Contemporary African Photography Prize. Die anderen vier Fotografen, die prämiert wurden, sind Nadia Ettwein, Yassmin Forte, Carlos Idun-Tawiah und Léonard Pongo.
Die 14. Auflage der Fotobiennale Bamako stand unter dem Motto „Kuma, La Parole“ (Kuma, das Wort). Der künstlerische Leiter Lassana Igo Diarra mit seinem Team, zu dem Nadine Hounkpatin, Manthia Diawara, Soufiane Er-Rahoui, Oyindamola Fakeye und Patrick Mudekereza gehören. Zu den 30 für die Gruppenausstellung La Panafricane ausgesuchten Künstler gehörten Haileselassie, Bernard Akoi-Jackson aus Ghana, Jeannette Ehlers aus Denmark und Trinidad und Tobago und der Marokkaner Mounir Fatmi.
2024 wurde sie von der BBC als eine der 100 inspirierenden Frauen des Jahres ausgewählt.
Die BBC und die Zeitung „The Guardian“ machten im Jahr 2024 auf ihre Arbeit aufmerksam, in der sie die Auswirkungen des Klimawandels auf junge Mädchen dokumentiert. Die Rate der Kinderehen in Somalia hat sich mehr als verdoppelt, da Familien versuchen, mit dem Mangel an Nahrungsmitteln und Wasser zurechtzukommen. Ihre Fotografien zeigen die Mädchen und dokumentieren die Auswirkungen der Dürre auf die Landschaft.

## Ausstellungen (Auswahl)
Haileselassie stellte ihre Werke bei unterschiedlichen Ausstellungen, Kunstmessen und Biennalen aus:
- Photojournalists in Conflict, World Press Freedom Day Celebration. Finnland, 2016
- Tales on Ethiopia. Italien, 2016
- Intangible Cultural Heritages. UN ECA Hall. Äthiopien, 2016
- Inspiring women, Goethe-Institut. Äthiopien, 2017
- Image Festival Amman. Jordanien, 2017
- Black Magic Women. Italien, 2019
- Jakarta International Photo Festival. Indonesien, 2019
- Kigali Photo Festival. Ruanda, 2019
- Home;Heimat;Baxxe. Museum Bautzen. Deutschland, 2020
- 1-54 art fair London, The Photographic Collective. Vereinigtes Königreich, 2020
- OZANGÉ, the Spanish Biennial of African Photography. Spain, 2023
- Photo London, 2024